# MMORPG
MMORPG (Massively Multiplayer Online Role Playing Game), ("enormt mange spillere-onlinerollespil") er en computerspilgenre bestående af onlinespil. Spil i MMORPG genren er altså computerrollespil som kun spilles over internettet og ofte med flere tusinde[kilde mangler] spillere samtidig. Når der er så mange spillere online ad gangen kræver det enorme servere, hvilket er skyld i, at spillene i genren ofte kommer til at koste penge at abonnere på. Som substitut er andre metoder også benyttet; f.eks. en funktion som gør det muligt at købe genstande og andet til spillet for virkelige penge.
Spilmæssigt er MMORPGs ikke væsensforskellige fra MUDs. Hvor MUDs ofte er rent tekstbaserede, har MMORPGs typisk grafik.
Det første rigtige MMORPG, med grafisk brugerflade og en 3D-lignende verden, var Meridian 59 der blev udgivet af 3DO i 1996. [kilde mangler]

## Liste
En kort oversigt over nogle af de kendte titler i genren:
- Age of Conan: Hyborian Adventures (Funcom, Eidos Interactive)
- Anarchy Online (Funcom)
- Asheron's Call (Turbine, Inc.)
- City of Heroes (Cryptic Studios)
- Champions Online  (Cryptic Studios)
- Dark Age of Camelot (Mythic Entertainment)
- Dungeons & Dragons Online (Turbine Entertainment)
- Eve Online (CCP Games)
- EverQuest (Sony Online Entertainment)
- EverQuest 2 (Sony Online Entertainment)
- Guild Wars (Arenanet) (Er også et CORPG)
- Hellgate: London (Flagship Studios)
- Lineage (NCsoft Corporation)
- Lineage 2 (NC Interactive, Inc.)
- Lord of the rings online (Turbine)
- Pirates of the Burning Sea  (Flying Lab Software)
- RuneScape (Jagex)
- Star Trek Online (Cryptic Studios)
- Star Wars Galaxies (Sony Online Entertainment)
- Tabula Rasa (destination-games)
- Tom Clancy's The Division
- The Elder Scrolls Online (Bethesda Softworks, ZeniMax Online Studios)
- The Lord of the rings online (Turbine, Inc.)
- The Secret World / Secret World Legends (Funcom, Electronic Arts)
- Ultima Online (Origin)
- Warhammer Online: Age of Reckoning (Mythic Entertainment)
- World of Warcraft (Blizzard Entertainment, 2004)
- Star Wars: The Old Republic (BioWare, 2011)